# Diósgyőri Gimnázium
A miskolci Diósgyőri Gimnázium a Kilián városrészben található. A gimnázium különlegessége, hogy ez Borsod-Abaúj-Zemplén vármegye egyetlen testnevelés tagozatos gimnáziuma.

## A gimnázium története
Az iskola elődje az Ungváron 1897-ben alapított, 1917-ben Miskolcra települt Magyar Királyi Állami Főreáliskola. Miskolc közgyűlése a mai Déryné utca 11. alatti épületet adta át az iskolának. Az intézmény továbbtanulást biztosító nyolcosztályos iskola volt, amely főként a természettudományos műveltség és a modern nyelvek elsajátítását tűzte ki célul. Az iskola 1922-ben Hunfalvy János, az újkori magyar földrajztudomány megalapítója, európai hírű földrajztudós nevét vette fel. 1934-ben az intézmény gimnáziumi rangot kapott.
A második világháború alatt 1939-től 1945-ig Kassán működött a Hunfalvy János Gimnázium, majd 1945-től ismét Miskolcon, Diósgyőrben folyt az oktatás. 1949-ben egy új gimnáziumi épület alapkőletétele történt meg, s az 1950/51-es tanévben megkezdődött az oktatás az iskola jelenlegi épületében. Ezt követően az iskola nevét Kilián György Gimnáziumra változtatták. 1997-ben – az iskola Miskolcra településének 80. évfordulóján – a diósgyőri városrészhez kötődés hangsúlyosabb kifejezése érdekében az iskola felvette a Diósgyőri Gimnázium nevet.
Az 1950-ben épült iskola az akkori körülmények között korszerű volt. Lényeges változtatás, bővítés azóta sem történt, így nem csoda, hogy a megnövekedett tanulólétszám, a csoportbontásos oktatás következtében mára már szűkössé vált.
Az 1960-as évektől kezdve a legtehetségesebb tanulók kiválogatásával létrejöttek a tagozatos osztályok. A későbbiekben ezek részben átalakultak a társadalmi igényeknek, elvárásoknak megfelelően: speciális és egyedi tantervű osztályok jöttek létre. Korszerű változást jelentett a fakultációs órakeret bevezetése a középiskolában; a diákok szívesen élnek ma is ezzel a lehetőséggel.
A rendszerváltozás elsősorban a nyelvtanulás terén hozott újat: az addig kötelező orosz nyelv fokozatosan háttérbe szorult, az érdeklődés a modern nyugati nyelvek felé fordult. Az utóbbi 10 évben a gimnáziumi osztályok száma megnövekedett, csaknem megduplázódott a városban. A csökkenő gyereklétszám, a megyéből történő elvándorlás versenyre készteti a középiskolákat. A gimnázium is igyekezett kialakítani sajátos arculatát, hogy képzési struktúrája továbbra is vonzó maradjon a térségben élők számára.

## Az iskola felújítása
2006-ban teljes körű felújítás és nagyszabású bővítés kezdődött, melynek eredményeképpen 2839 m² megújult területtel gazdagodott az iskola. Új tantermi szárny épült tantermekkel, nyelvi laborral, nyelvi csoportszobákkal, tanári szobákkal, öltözőkkel. Az új, klimatizált aulában minden diák elfér iskolai rendezvények alkalmával.
A könyvtárban helyet kapott az iskola gazdag, 40 000 kötetes könyvállománya, az olvasóterem internetezési lehetőséget és elmélyült tanulást biztosít a diákoknak.
A díszterem konferenciák, tudományos és művészeti előadások megtartására is alkalmas. A mellette lévő iskolagalériában állandó és időszaki képzőművészeti kiállítások rendezhetők.
A tágas főbejárati előcsarnokból impozáns, széles lépcső vezet az emeletre.
A régi épületrész is megújult: a tornaterem mellé új vizesblokk és tornatermi öltözők épültek. Az alagsorban tágas, két részre osztható ebédlőben étkezhetnek a diákok. A régi épületben öt, nagyméretű tantermet alakítottak ki. A felújítással teljesült az akadálymentesség követelménye is (lift építése, széles ajtók, megfelelő mellékhelyiségek kialakítása).
A főbejárat előtti dísztér és a kerítések felújítása hozzájárult, hogy a gimnázium külső megjelenésében a városrész egyik legszebb épülete lett.

## Gimnáziumi hagyományok
- Ballagás a várban: A gimnázium egyik legszebb hagyománya a hivatalos iskolai ballagást követő fáklyás ballagás, melynek keretében a végzős diákok az esti órákban a gimnázium épületéből fáklyával végigvonulnak Diósgyőr utcáin a diósgyőri várba, ahol egy rövid műsorral vesznek búcsút az alma mater után a városrésztől is.[3]
- Kamarás Kosárlabda Kupa: A gimnáziumban a sportnak, a testnevelésnek nagy múltja van. Az alapokat az országszerte ismert Kamarás házaspár – Mária néni és Pista bácsi – rakta le, akiknek emlékére 1987 óta rendezi meg a gimnázium a Kamarás Kosárlabda Kupát.

## Évente induló tagozatok
Az intézmény évente induló tagozatai
| Képzési forma          | Képzési forma                          | Kód  | Évfolyam | Felvehető | Felvehető |
| Képzési forma          | Képzési forma                          | Kód  | Évfolyam | Osztályok | Fő        |
| ---------------------- | -------------------------------------- | ---- | -------- | --------- | --------- |
| Négyévfolyamos osztály | Általános tantervű képzés              | 0005 | 4        | 1         | 30        |
| Négyévfolyamos osztály | Köznevelési típusú sportiskolai képzés | 0004 | 4        | 1         | 30        |
| Ötévfolyamos osztály   | Emelt szintű német nyelvi képzés       | 0003 | 5        | ½         | 15        |
| Ötévfolyamos osztály   | Emelt szintű angol nyelvi képzés       | 0002 | 5        | ½         | 15        |
| Hatévfolyamos osztály  | Emelt szintű angol nyelvi képzés       | 0001 | 6        | 1         | 30        |

## Híres tanárok
- Mester András (1952–2023) matematika-fizika
- Peja Győző (1907–1983) földrajz-természetrajz, igazgató
- Soós Ferenc (1935–2021) matematika, fizika, számítástechnika

## Híres diákok
- Barkai László (1958) orvos, egyetemi tanár, akadémikus
- Bodor Máté (1989) zenész, gitáros
- Galuska László (1946) orvos, egyetemi tanár, akadémikus
- Jakab Péter (1980) politikus
- Kollárik Péter (1973) műfordító, pedagógus, blogger
- Marosi Lajos (1950) hajómérnök, műfordító, statisztikus
- Taba Benő (1954) építész
- Veréb Tamás (1994) színész, énekes
- Vissy Károly (1935–2011) meteorológus

## Tömegközlekedés
Az intézmény megközelíthető az 1-es és 1A jelzésű villamosokkal, valamint az 1-es, 21-es, 53-as, 54-es és 101B jelzésű autóbuszokkal.